# Romano Kristoff
Romano Kristoff é um ator, escritor e diretor espanhol conhecido por seu trabalho no cinema filipino. Ele trabalhou principalmente nas Filipinas entre os anos 80 e 90. Existem poucas informações suas disponíveis. Entre elas, a que ele é faixa preta em karatê, fez pate da Legião Estrangeira Francesa e teve algum treinamento como ator. Ele também é conhecido como Rom Kristoff, Ron Kristoff, Run Kristoff, Ron Krastoff ou outras variantes semelhante.